# 小川恵理子のハートフルパーティ
小川恵理子のハートフルパーティ（おがわえりこのハートフルパーティ）は、TBSラジオで1993年4月から1994年3月まで、毎週土曜日の27:30 - 28:00（日曜日の3:30 - 4:00）に放送されていた番組。編成上は、『もぎたてラジオCAN』（ - かん、毎週土曜日27:00 - 29:00）の内包コーナーとして扱われていた。

## 概要
福井県鯖江市の出身で、大阪市立大学への在学中から松竹芸能所属のタレントとして関西で活動していた小川を、在京局制作の番組で初めてパーソナリティに起用。小川にとっては、初めての冠番組に当たる。
番組開始当初は、小川が東京都内の名所を巡るロケを実施。ロケの音源を放送するとともに、小川がロケ先で購入した品物を、抽選でリスナーに進呈していた。もっとも、放送回によっては、プレゼントへの応募件数が1桁にとどまることもあった。
その後のリニューアルで、TBSラジオ（以下「TBS」と略記）内のスタジオ収録に移行するとともに、「ゲストコーナー」「お便りコーナー」「私の詩」を放送。番組最終期の「ゲストコーナー」では、小川が作った詩に、ゲストのノーランズが曲を付けていた。
また、「私の詩」では、BGMを流しながら小川が自作の詩を朗読していた。松竹芸能での先輩・北野誠をゲストを迎えた回では、北野に詩を痛烈に批評されたことから、小川の涙声が放送で流れていた。

## 備考

### 番組開始までの経緯
TBSでは当初、関西で人気があった松竹芸能所属のピン芸人・竹井輝彦（お笑いコンビ・ビッグブラザーズの元メンバー）をパーソナリティに据えたレギュラー番組の制作を計画。系列局・朝日放送（ABCラジオ）のスタジオで、放送に乗せないことを前提にパイロット番組を収録した。ところが、収録に立ち会ったTBSのスタッフが、竹井の依頼でアシスタントを務めた小川のリアクションに着目。当初の計画を変更したうえで、小川の冠番組として放送することを決めた。
ちなみにTBSでは、当番組の放送開始と同時に、小川を『大沢悠里のゆうゆうワイド』（関東ローカルで平日に放送中の生ワイド番組）木曜日のパートナーにも抜擢。ただし小川は、活動の拠点を大阪に置き続けていたため、同番組への出演や当番組の収録のたびに大阪から上京していた。

### Webコンテンツとして他局で復活
小川は、当番組の終了後も、1996年12月まで『大沢悠里のゆうゆうワイド』木曜日のパートナーを担当。その後は、結婚などをきっかけに、再び関西でのタレント活動に専念している。2001年10月から2010年3月までは、『元気イチバン!!芦沢誠です』（ABCラジオが平日の夕方に放送していた生ワイド番組）の全曜日でアシスタントを務めていた。
ABCラジオでは、『元気イチバン!!芦沢誠です』の後期に、小川の出演で当番組と同じタイトルのインターネット向け音声コンテンツを制作。週に1回の更新を条件に、「Webio」（同局の音声コンテンツ配信サイト）で音源を公開していた（同番組の終了を機に2010年4月で配信終了）。
「ABCラジオのWebコンテンツ」として当番組が復活したきっかけは、『元気イチバン!!芦沢誠です』への出演中に、「かつて『小川恵理子のハートフルパーティ』というタイトルでラジオ番組を担当していた」という話題で盛り上がったことによる。レギュラー配信を開始する前には、『元気イチバン!!芦沢誠です』のスタッフが、TBS側に番組タイトル使用の許可を取っていたという。